# Vincent Gérard
Vincent Gérard (Woippy, 1986. december 16. –) olimpiai, világ-, és Európa-bajnok francia válogatott kézilabdázó, kapus. Jelenleg a THW Kiel játékosa.

## Pályafutása

### Klubcsapatokban
Vincent Gérard a másodosztályú Metz csapatában kezdte pályafutását. Itt megválasztották a bajnokság legjobb kapusának. Ekkor figyelt fel rá a Montpellier Handball, amely 2016 nyarán szerződtette. 2006 és 2008 közt jobbára második, illetve harmadik számú kapusnak számított, ez idő alatt egy kupát és két bajnoki címet nyert a csapattal. 
Gérard 2008-ban az Istreshez szerződött, amellyel 2009-ben francia Ligakupát nyert. Az év végén bejelentették, hogy a következő szezont már a Dunkerque Handball csapatánál kezdi. Itt első számú kapus lett Arnaud Siffert előtt, az idény végén megválasztották a bajnokság legjobb kapusának, a Chambéry ellen pedig kupagyőzelmet ünnepelhetett csapatával. 2013 márciusában bejelentette a szerződés meghosszabbítását a 2017-es szezon végéig. Az év tavaszán financiális problémák jelentkeztek a klubnál, amelynek költségvetése jelentősen csökkent. 2014-ben ezzel a csapattal is bajnok tudott lenni, majd 2015 nyarán ismét a Montpellier Handball játékosa lett. Ezzel a csapattal 2016-ban újra Francia kupa-győztes lett, valamint 2018-ban Bajnokok Ligája győzelmet ünnepelhetett. 2017 júniusában bejelentették, hogy 2019 őszétől a Paris Saint-Germainben folytatja pályafutását. Pályafutása során ez volt a harmadik csapat, amellyel francia bajnokságot nyert. Már 2021 májusában bejelentették, hogy a következő szezonban lejáró szerződését nem hosszabbítják meg, 2022 őszétől a francia élvonalbeli Saint-Raphaël Var Handball játékosa. 2023-ban egyéves szerződést kötött a német THW Kiel csapatával.

### A válogatottban
A 2012-es évben nyújtott teljesítményével hívta fel magára Claude Onesta szövetségi kapitány figyelmét, aki Daouda Karaboué visszavonulását követően hívta be először a válogatott keretébe. A 2014-es Európa-bajnokságon mutatkozott be a nemzetközi színtéren, miután Thierry Omeyer nem épült fel sérüléséből, így Gérard lett Cyril Dumoulin váltótársa a végül aranyérmet szerző csapatban.
Az ezt követő években Gérard lett Omeyer mögött a válogatott második számú kapusa, majd annak visszavonulását követően Onesta őt tette meg első számú hálóőrnek. A 2017-es világbajnokságon és a 2018-as Európa-bajnokságon beválasztották a torna All-Star csapatába. A 2021-re halasztott tokiói olimpián első számú kapusként csapatával aranyérmet nyert.

## Sikerei, díjai

### Klub
- Francia bajnok (5) : 2008, 2014, 2020, 2021, 2022
- Francia kupagyőztes (5) : 2008, 2011, 2016, 2021, 2022
- Francia Ligakupa-győztes (5) : 2007, 2008, 2009, 2013, 2016
- Francia Szuperkupa-győztes (3) : 2012, 2018, 2019
- Bajnokok Ligája-győztes (1): 2018
- EHF-kupa-döntős: 2011-2012

### Egyéni
- A 2017-es világbajnokság legjobb kapusa
- A 2018-as Európa-bajnokság legjobb kapusa
- A francia bajnokság legjobb kapusa (3) : 2010-2011,[17] 2012-2013,[18] 2013-2014[19]
- A hónap játékosa a francia bajnokságban (3) : 2010 december, 2014 február, 2015 szeptember